# Saniculiphyllum guangxiense
Saniculiphyllum guangxiense är en stenbräckeväxtart som beskrevs av Cheng Yih Wu och T.C. Ku. Saniculiphyllum guangxiense ingår i släktet Saniculiphyllum och familjen stenbräckeväxter. Inga underarter finns listade i Catalogue of Life.